# Pontcharra
Pour la ville du département du Rhône voir Pontcharra-sur-Turdine
Pontcharra est une commune française située dans le département de l'Isère, en région Auvergne-Rhône-Alpes.
La ville est notamment connue pour être le lieu de naissance du chevalier Bayard qui participa aux guerres d'Italie au XVIe siècle.
Ses habitants sont appelés les Charrapontains.

## Géographie

### Situation et description
Avec Crolles, Pontcharra est une des villes les plus importantes de la vallée du Grésivaudan (vallée située entre le massif de la Chartreuse et la chaîne de Belledonne). Elle occupe la partie la plus septentrionale de la vallée (le Haut-Grésivaudan), à la frontière avec la Savoie. Pontcharra se trouve au carrefour de trois vallées : la trouée des Marches, le Grésivaudan et la Combe de Savoie.
Contrairement à la plupart des autres communes des environs qui se sont bâties sur les coteaux, Pontcharra est principalement construite dans la plaine. La ville s'étale en effet entre la montagne de Brame-Farine (chaîne de Belledonne) à l'est et la rivière Isère à l'ouest, sur le cours du Bréda, au débouché de ses gorges.
La commune offre un panorama sur le massif des Bauges et le mont Granier (massif de la Chartreuse). Par temps clair, il est possible de voir les massifs qui entourent la vallée du Grésivaudan jusqu'à Crolles.

### Communes limitrophes
- En Isère : Chapareillan, Barraux, La Buissière, Le Cheylas, Saint-Pierre-d'Allevard, Allevard et Saint Maximin
- En Savoie : Laissaud et La Chapelle Blanche.

### Hydrographie

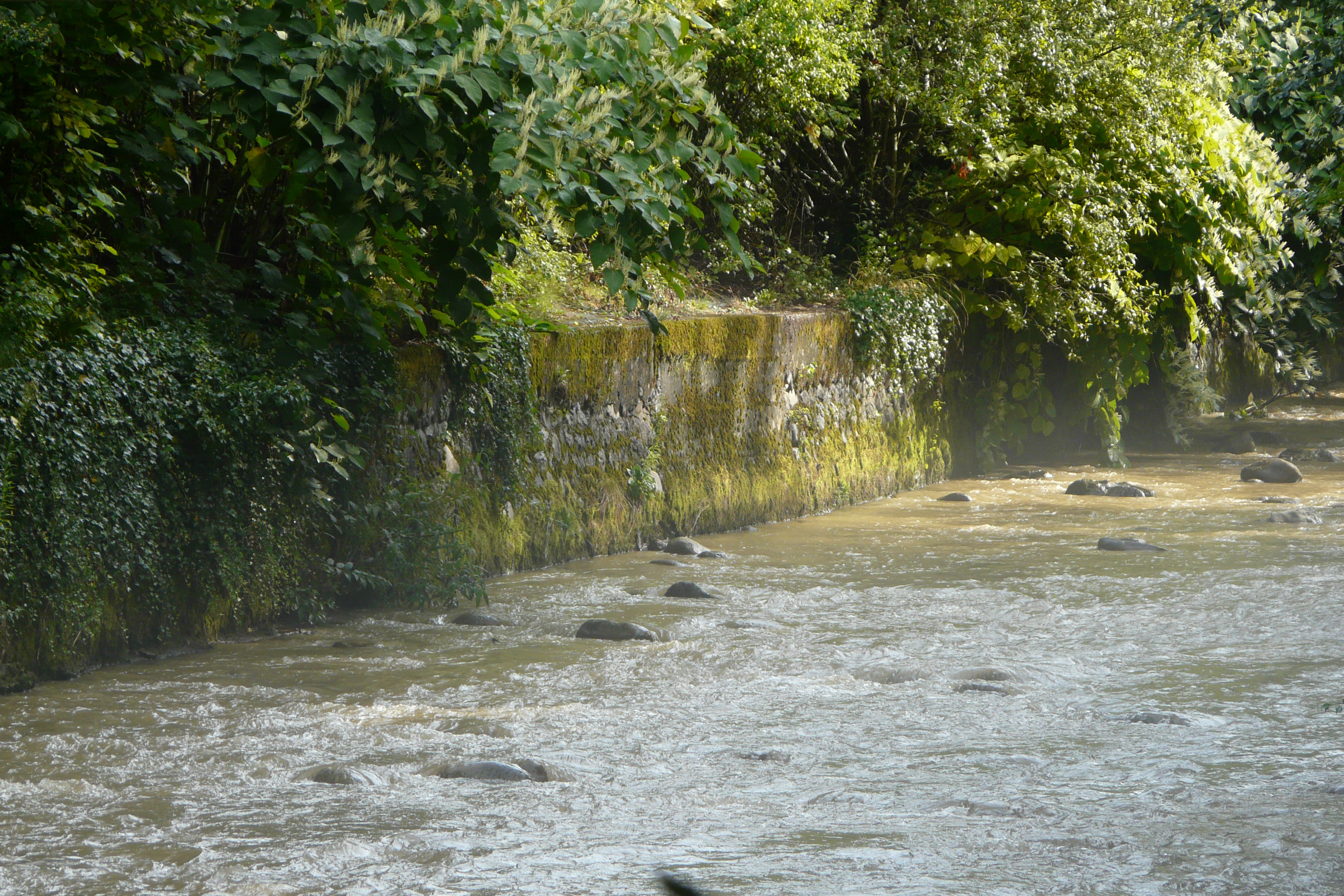
Le Bréda à l'entrée de Pontcharra.

Le torrent du Bréda, d'une longueur de 32,1 kilomètres, traverse le territoire communal et le bourg de Pontcharra avant de rejoindre l'Isère. C'est donc un sous-affluent du Rhône.
La lutte contre les inondations est gérée par l'association départementale Isère Drac Romanche.

### Climat
Pour des articles plus généraux, voir Climat d'Auvergne-Rhône-Alpes et Climat de l'Isère.
En 2010, le climat de la commune est de type climat des marges montargnardes, selon une étude du Centre national de la recherche scientifique s'appuyant sur une série de données couvrant la période 1971-2000. En 2020, Météo-France publie une typologie des climats de la France métropolitaine dans laquelle la commune est exposée à un climat de montagne ou de marges de montagne et est dans la région climatique Alpes du nord, caractérisée par une pluviométrie annuelle de 1 200 à 1 500 mm, irrégulièrement répartie en été.
Pour la période 1971-2000, la température annuelle moyenne est de 11,4 °C, avec une amplitude thermique annuelle de 19,1 °C. Le cumul annuel moyen de précipitations est de 1 167 mm, avec 9,4 jours de précipitations en janvier et 8,2 jours en juillet. Pour la période 1991-2020, la température moyenne annuelle observée sur la station météorologique de Météo-France la plus proche, « Montmelian », sur la commune de Montmélian à 8 km à vol d'oiseau, est de 12,4 °C et le cumul annuel moyen de précipitations est de 987,3 mm,. Pour l'avenir, les paramètres climatiques de la commune estimés pour 2050 selon différents scénarios d'émission de gaz à effet de serre sont consultables sur un site dédié publié par Météo-France en novembre 2022.
| Mois                                  | jan.          | fév.           | mars          | avril         | mai           | juin         | jui.          | août          | sep.          | oct.          | nov.           | déc.           | année      |
| ------------------------------------- | ------------- | -------------- | ------------- | ------------- | ------------- | ------------ | ------------- | ------------- | ------------- | ------------- | -------------- | -------------- | ---------- |
| Température minimale moyenne (°C)     | −0,7          | −0,1           | 2,8           | 6,5           | 10,1          | 13,8         | 15,3          | 14,7          | 11,7          | 8,1           | 3,2            | −0,1           | 7,1        |
| Température moyenne (°C)              | 3             | 4,3            | 8,2           | 12,6          | 15,9          | 19,9         | 22            | 21,1          | 17,6          | 13,2          | 7,4            | 3,4            | 12,4       |
| Température maximale moyenne (°C)     | 6,6           | 8,7            | 13,6          | 18,8          | 21,6          | 26           | 28,6          | 27,4          | 23,5          | 18,4          | 11,7           | 7              | 17,7       |
| Record de froid (°C) date du record   | −12 11.01.10  | −13,3 05.02.12 | −7,8 01.03.05 | −3,9 08.04.21 | 0,6 07.05.19  | 4,4 01.06.06 | 8,3 25.07.11  | 7,4 15.08.06  | 3,2 15.09.17  | −2,3 30.10.12 | −14,5 27.11.05 | −12,7 20.12.09 | −14,5 2005 |
| Record de chaleur (°C) date du record | 16,3 31.01.20 | 20,8 24.02.21  | 25,5 31.03.21 | 30 21.04.18   | 34,2 20.05.22 | 37 27.06.19  | 39,8 07.07.15 | 39,7 24.08.23 | 33,1 11.09.23 | 30,4 05.10.04 | 24,3 12.11.18  | 19,1 17.12.19  | 39,8 2015  |
| Précipitations (mm)                   | 92,2          | 63,7           | 82,1          | 60,8          | 99,5          | 84,6         | 81,5          | 92,9          | 59,8          | 74,9          | 87,8           | 107,5          | 987,3      |

### Voies de communication et transports

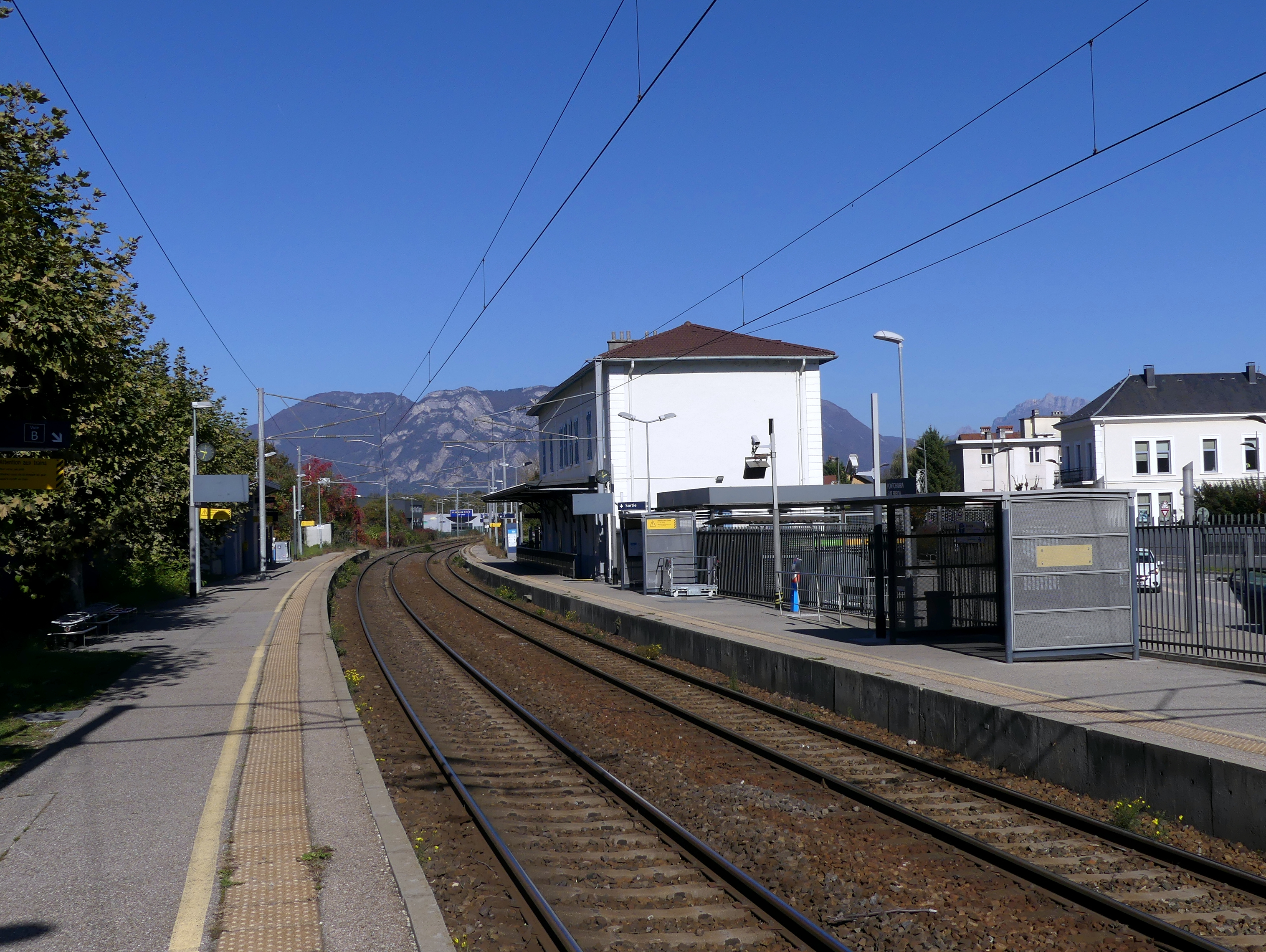
La gare de Pontcharra-sur-Bréda - Allevard.

- Depuis l'inauguration du pôle multimodal en novembre 2007, l'entrée dans Pontcharra côté Chartreuse est nettement facilitée (on pouvait auparavant mettre plusieurs minutes pour traverser Pontcharra). En effet, le percement d'un tunnel sous la voie ferrée a permis la suppression du passage à niveau et la fluidification de la circulation.
- L'autoroute A41 permet de relier Pontcharra à Grenoble et à Chambéry. Elle traverse la commune de Barraux au lieu-dit la Gache.
- Accès à Pontcharra par la route nationale 90, à la hauteur du pont de La Gache sur la commune de Barraux.
- La gare de Pontcharra-sur-Bréda - Allevard est une gare d'importance secondaire ; elle a toutefois un rôle majeur à l'échelle de la vallée du Grésivaudan.

La plupart des trains de voyageurs, les TER, circulant sur cette ligne (axe Valence-Ville - Grenoble - Annecy - Genève) s'y arrêtent. Tous les TER desservant Pontcharra desservent la gare de Grenoble-Universités-Gières pour l'accès au campus universitaire grenoblois et au centre hospitalier régional de La Tronche par correspondance tramway ligne B.
Avec la mise en place du cadencement, la gare de Pontcharra a pris plus d'importance.

## Urbanisme

### Typologie
Au 1er janvier 2024, Pontcharra est catégorisée petite ville, selon la nouvelle grille communale de densité à sept niveaux définie par l'Insee en 2022.
Elle appartient à l'unité urbaine de Pontcharra, une agglomération inter-départementale regroupant cinq  communes, dont elle est ville-centre,,. Par ailleurs la commune fait partie de l'aire d'attraction de Grenoble, dont elle est une commune de la couronne,. Cette aire, qui regroupe 204 communes, est catégorisée dans les aires de 700 000 habitants ou plus (hors Paris),.

### Occupation des sols
L'occupation des sols de la commune, telle qu'elle ressort de la base de données européenne d’occupation biophysique des sols Corine Land Cover (CLC), est marquée par l'importance des forêts et milieux semi-naturels (37,1 % en 2018), une proportion identique à celle de 1990 (37,1 %). La répartition détaillée en 2018 est la suivante : 
forêts (36,3 %), zones agricoles hétérogènes (15,9 %), zones urbanisées (14,4 %), terres arables (11,4 %), prairies (9,6 %), zones industrielles ou commerciales et réseaux de communication (7,6 %), eaux continentales (4,1 %), milieux à végétation arbustive et/ou herbacée (0,7 %). L'évolution de l’occupation des sols de la commune et de ses infrastructures peut être observée sur les différentes représentations cartographiques du territoire : la carte de Cassini (XVIIIe siècle), la carte d'état-major (1820-1866) et les cartes ou photos aériennes de l'IGN pour la période actuelle (1950 à aujourd'hui).

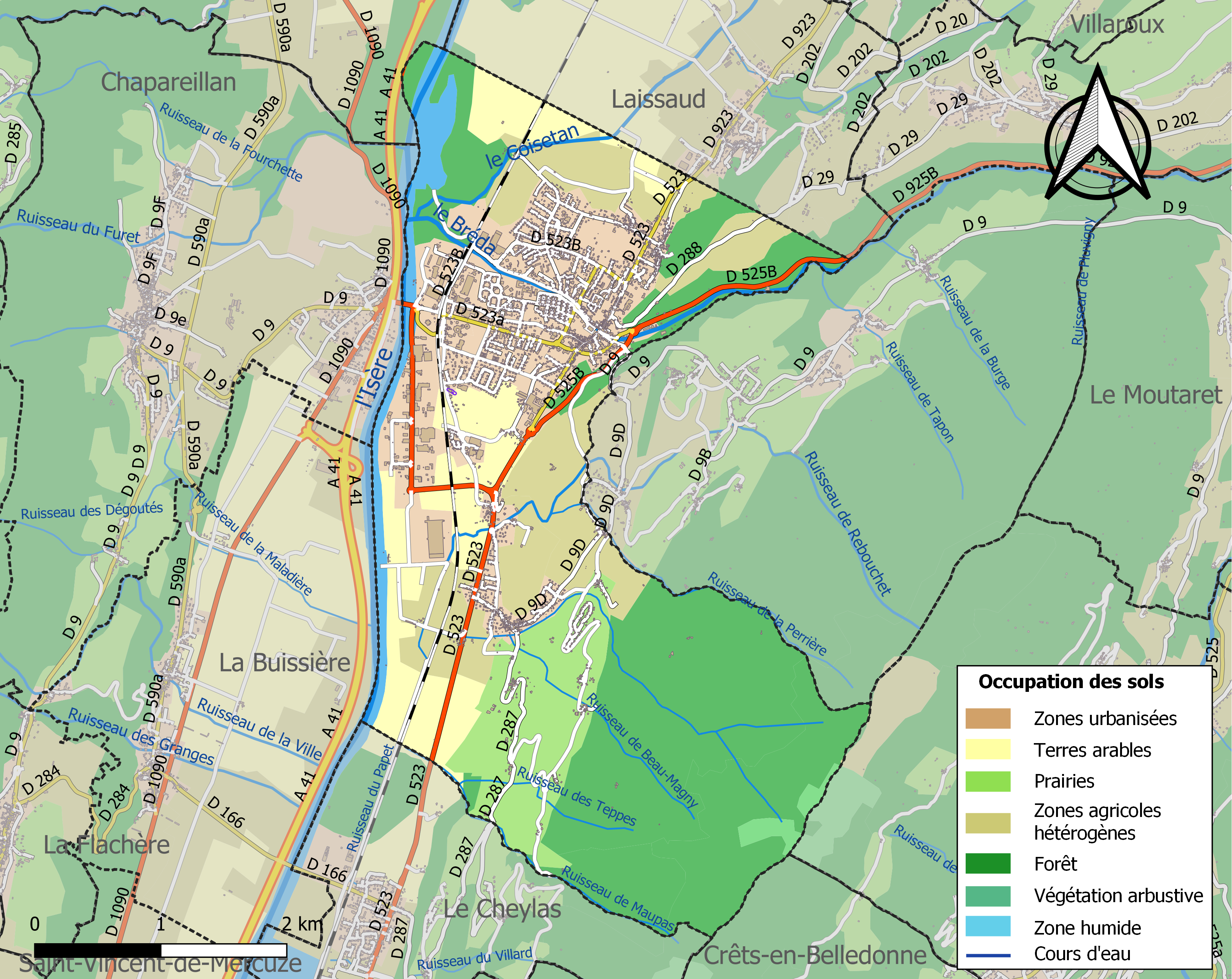
Carte des infrastructures et de l'occupation des sols de la commune en 2018 (CLC).

### Hameaux, lieux-dits et écarts
- Villard-Noir, Villard-Didier, Villard-Benoit (les toponymes en « villard » sont issus de la période gallo-romaine et désignent l'implantation de fermes agricoles)
- Grignon,
- les Gayets,
- les Epineys,
- la Perrière,
- Rochemorte,
- Malbourget,
- le Caraillou,
- le Plan,
- le Papillard,
- le Papet,
- Montaucher,
- le Marais,
- Berruer,
- Javeydan.

### Habitat et logement
En 2019, le nombre total de logements dans la commune était de 3 547, alors qu'il était de 3 329 en 2014 et de 3 131 en 2009.
Parmi ces logements, 89 % étaient des résidences principales, 1,4 % des résidences secondaires et 9,6 % des logements vacants. Ces logements étaient pour 50,2 % d'entre eux des maisons individuelles et pour 49,5 % des appartements.
Le tableau ci-dessous présente la typologie des logements à Pontcharra en 2019 en comparaison avec celle de l'Isère et de la France entière. Une caractéristique marquante du parc de logements est ainsi une proportion de résidences secondaires et logements occasionnels (1,4 %) inférieure à celle du département (8,3 %) et bien inférieure à celle de la France entière (9,7 %). Concernant le statut d'occupation de ces logements, 60,8 % des habitants de la commune sont propriétaires de leur logement (57,6 % en 2014), contre 61,1 % pour l'Isère et 57,5 pour la France entière.
| Typologie                                               | Pontcharra | Isère | France entière |
| ------------------------------------------------------- | ---------- | ----- | -------------- |
| Résidences principales (en %)                           | 89         | 83,9  | 82,1           |
| Résidences secondaires et logements occasionnels (en %) | 1,4        | 8,3   | 9,7            |
| Logements vacants (en %)                                | 9,6        | 7,8   | 8,2            |

### Risques naturels et technologiques
L'ensemble du territoire de la commune de Pontcharra est situé en zone de sismicité no 4 (sur une échelle de 1 à 5), comme la plupart des communes de son secteur géographique.
| Type de zone | Niveau            | Définitions (bâtiment à risque normal) |
| ------------ | ----------------- | -------------------------------------- |
| Zone 4       | Sismicité moyenne | accélération = 1,6 m/s2                |

## Toponymie

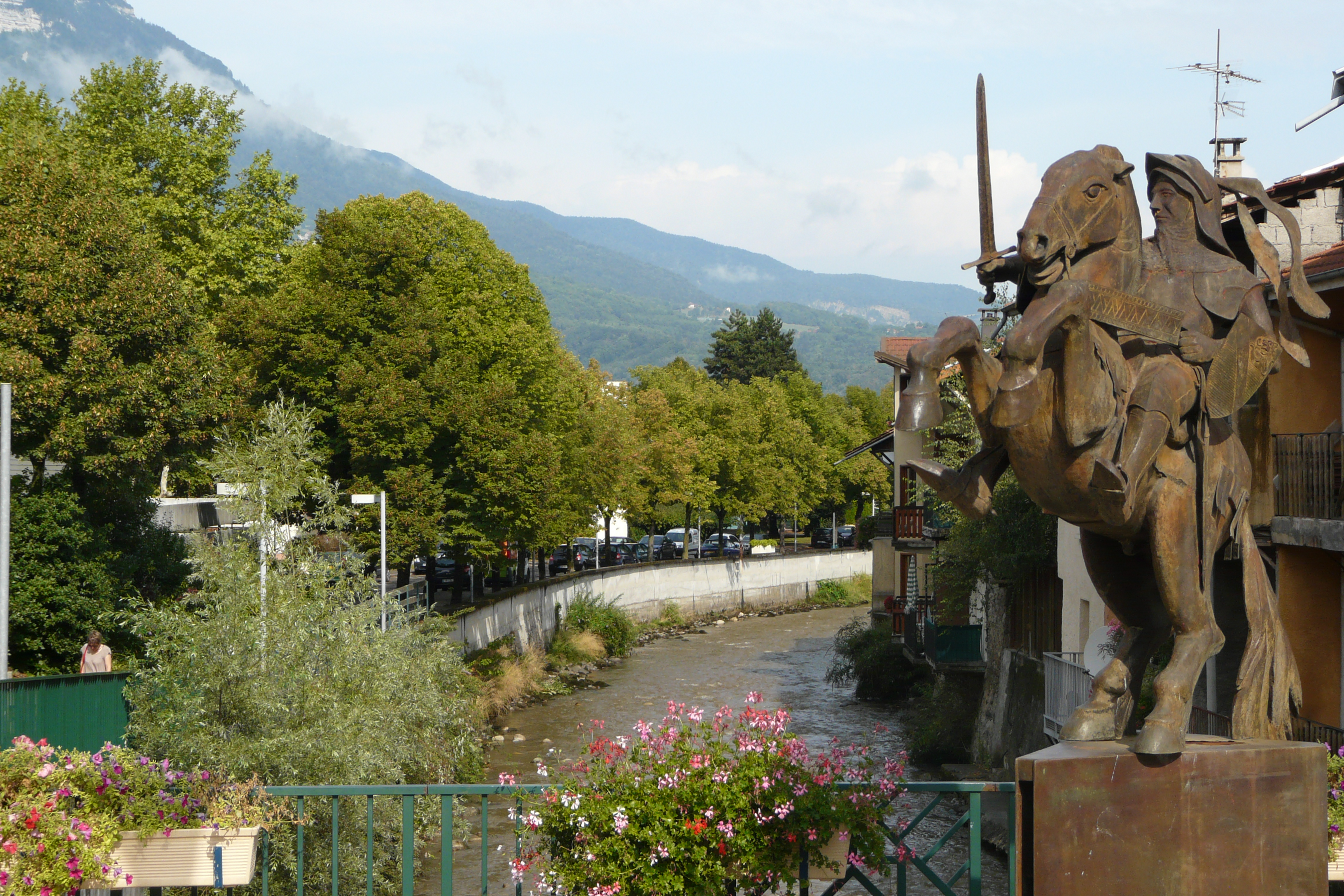
Le Bréda à Pontcharra ; à droite une statue du chevalier Bayard et au fond les pentes du mont Granier.

Le nom officiel de la commune est Pontcharra [pɔ̃.ʃa.ʁa], mais elle est familièrement surnommée Ponch [pɔ̃ʃ ][réf. souhaitée]. Par le passé les formes Pontcharra-sur-Isère et Pontcharra-sur-Bréda ont été utilisées, et ce dernier est toujours le nom de la gare SNCF. Cela est afin de distinguer la commune de son homonyme, Pontcharra-sur-Turdine dans les monts du Lyonnais, et de sa gare de Pontcharra - Saint-Forgeux.
Cette dénomination daterait de la période gallo-romaine, quand la villa de Pontcharra était la plus importante de la vallée après celle de Meylan. Du fait de sa situation géographique (à l'extrémité nord de la vallée du Grésivaudan) et de la présence du torrent du Bréda, Pontcharra était à l'époque un espace stratégique pour gagner les vallées savoyardes. Le nom de Pontcharra est d'ailleurs issu de l'association de pons et de carrum qui signifie littéralement « pont à char ».
Après les grandes invasions (burgondes notamment), le lieu-dit « Pontcharra » entre dans une période de décadence. La place est stratégique mais le milieu particulièrement inhospitalier (marécages, invasions…) et les populations préfèrent s'installer sur les coteaux (d'où la multitude de hameaux). L'emplacement actuel du centre-ville est donc à l'époque peuplé de marginaux (notamment de lépreux).
Le nom de « Pontcharra » apparaît pour la première fois dans les textes vers le milieu du XIVe siècle mais il faudra attendre le XIXe siècle pour que Pontcharra ait une existence officielle. Ce qui n'était qu'un pauvre lieu-dit va en effet se développer et s'agrandir grâce au commerce et à l'industrie (essentiellement papetière) pour finir par absorber les paroisses voisines de Grignon et de Villard-Benoit.

## Histoire

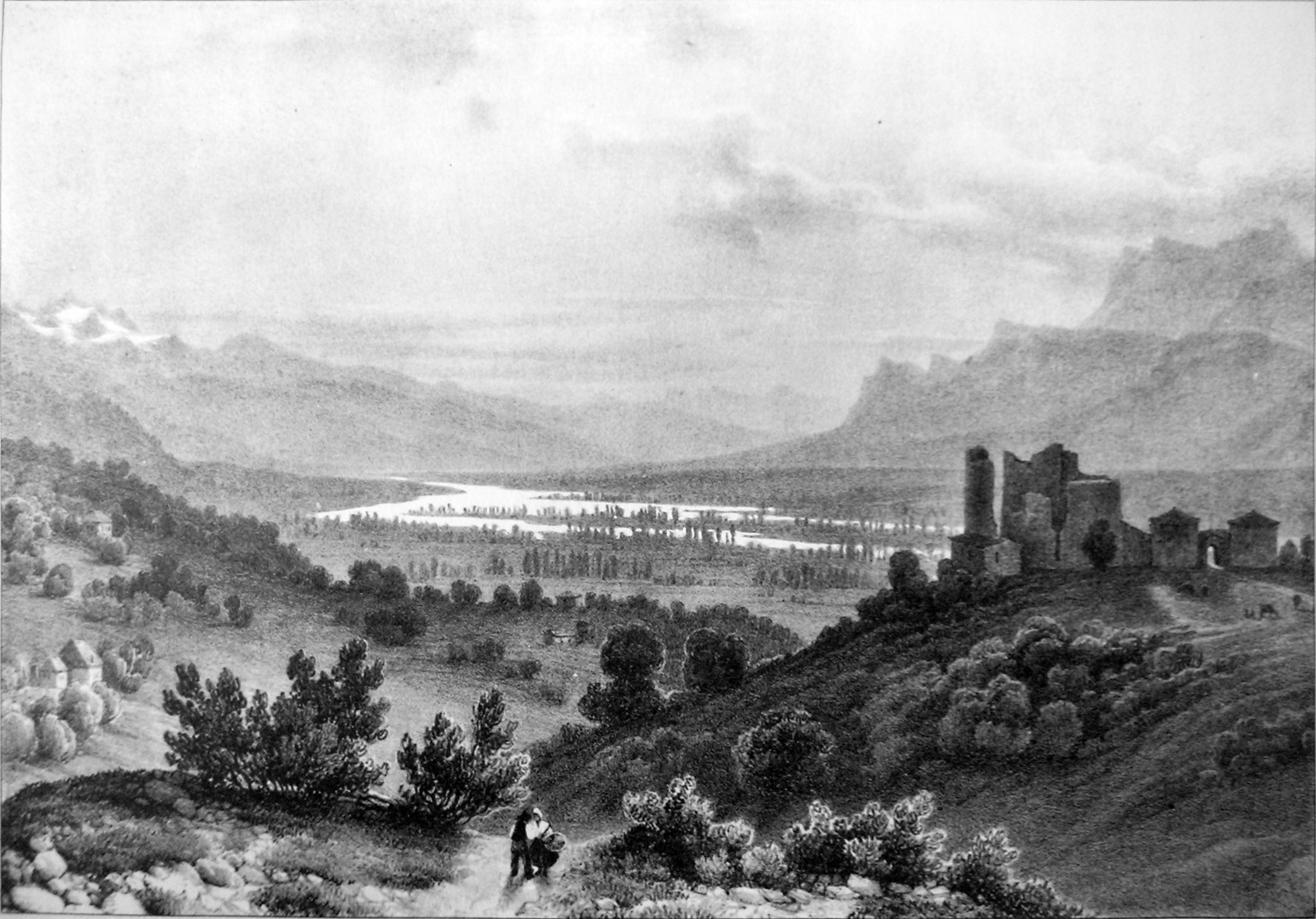
Vue générale du Château Bayard de la vallée du Grésivaudan au XIXe siècle.

### Antiquité
Il est très probable que les armées du général Hannibal Barca soient passées par Pontcharra pour atteindre l'Italie en 218 av. J.-C. , cela quel que soit le col emprunté[réf. nécessaire].

### Moyen Âge
L'église de Villard-Benoît est choisie pour la signature d'un traité de paix, le 10 juin 1314, entre le comte de Savoie Amédée V, et le dauphin de Viennois Jean II, sous les auspices de l'archevêque de Tarentaise, Bertrand Ier de Bertrand, et l'évêque de Grenoble, Guillaume IV de Royn.
Le traité stipule que les deux princes échangeront des mandements, mais aussi qu'ils ne feront plus construire de bâties « dans deux zones limitrophes : entre les Molettes et le Bréda au mandement d'Avalon et dans le mandement savoyard de Voiron et de La Buisse, si proche de Grenoble » (Bernard). Cette trêve reste « à peu près respectée ».

### Temps modernes
Pierre Terrail de Bayard, le chevalier Bayard, est né au château Bayard, en 1475 ou 1476. Surnommé le « chevalier sans peur et sans reproche », il fut un noble et un héros du Dauphiné, qui fit l'admiration des Dauphinois.
En 1591, la bataille de Pontcharra oppose, le 17 septembre, l'armée royale française commandée par Lesdiguières aux troupes hispano-savoisiennes.
Le ruisseau du Bréda qui traverse la ville a pendant longtemps fait office de frontière entre le royaume de France et le duché de Savoie. La rue des Mettanies, qui longe le Bréda côté Villard-Benoit, doit d'ailleurs son nom au latin meta, qui indique la limite d'un territoire. Il n'est donc pas étonnant que cette zone stratégique et frontalière ait été le théâtre d'affrontements entre puissances rivales. Cet événement est à remettre dans un contexte beaucoup plus large. En effet, depuis le traité de Cateau-Cambrésis (1559), le duché est placé sous la domination espagnole. Dans le même temps, ce traité met fin, pour un temps, aux ambitions italiennes de la France. Le duché de Savoie est un État situé entre la France et l'Italie. Sous la Pax Hispanica, il fait office de zone tampon entre les deux puissances rivales que sont la France et l'Espagne. Le duché de Savoie se trouve au milieu de deux grandes aires culturelles : côté savoisien une zone culturellement française et côté piémontais une zone culturellement italienne. En 1563, la capitale est déplacée de Chambéry vers Turin. Le duché espère ainsi conquérir d'autres territoires dans la péninsule.
La politique ducale du XIVe siècle se caractérise donc par des alliances fragiles et éphémères avec la France et l'Espagne en fonction des intérêts de l'État et du souverain. Ce jeu d'alliances est une nécessité pour ce petit État, car entre ces deux grandes puissances, son indépendance peut à tout moment être remise en question. Mais il sert aussi ses intérêts puisque le duché va à plusieurs reprises tenter d'accroître son territoire aux dépens de ses voisins.
Le duc Charles-Emmanuel (1580-1630) choisit quant à lui l'alliance espagnole, symbolisée par son mariage avec la fille de Philippe II, roi d'Espagne. À l'époque, la France est déchirée par les guerres de religion. Le duc  va donc tenter de profiter de la situation pour agrandir son territoire par des incursions en Provence et dans le Dauphiné. En 1591, la bataille de Pontcharra va mettre un terme aux aspirations du duché. Malgré sa supériorité numérique, l’armée du duc de Savoie Charles-Emmanuel, commandée par son frère don Amédée — renforcée de contingents espagnols, milanais et napolitains commandés par d'Olivares — est mise en déroute par les troupes françaises commandées par Lesdiguières.

### Révolution française et Empire
La Révolution française institue la commune de Poncharra, qui n'était à la base qu'un petit hameau sans importance constitué autour d'un pont (l'actuelle place Bayard) qui s'est développé et a absorbé les villages limitrophes d'Avalon, Grignon (rive sud du Bréda), Saint-Maximin  et Villards-Benoit (rive nord du Bréda) entre 1790 et 1794. Entre 1795 et 1800, Avalon, Grignon et Saint-Maximin redeviennent des communes, mais, en 1831, intègre à nouveau Grignon.
La place de l'ancien village de Grignon se trouve à côté de la papeterie Moulin-Vieux (il subsiste une église et des vieilles bâtisses).

### Époque contemporaine

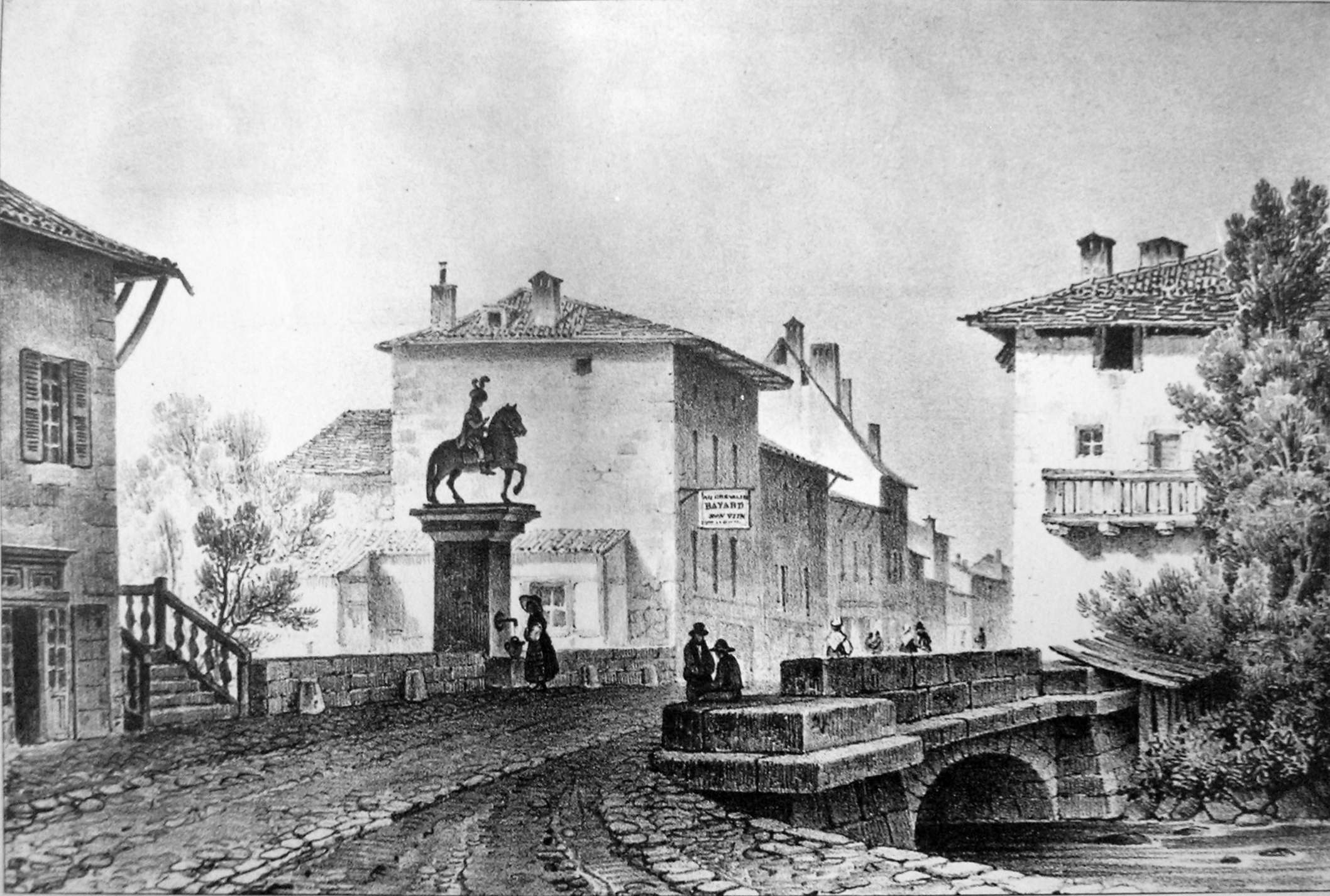
Pontcharra avant 1836, par Alexandre Debelle (1805-1897).

En 1864, la compagnie des chemins de fer de Paris à Lyon et à la Méditerranée crée la ligne de Grenoble à Montmélian et ouvre la gare de Pontcharra-sur-Bréda - Allevard, qui facilite le déplacement des habitants, le développement économique et le transport des marchandises.
Le tramway de Pontcharra à la Rochette et Allevard, exploité en traction vapeur par la Compagnie des Tramways de Pontcharra à La Rochette et à Allevard-Les-Bains, le long de la vallée du Bréda, fonctionne de 1895 à 1932 (pour le service voyageur) et 1947 (pour le fret). La section La Rochette-Pontcharra est alors transformée en voie normale et fonctionne jusqu'à 1988, avec notamment les circulations du CFTB (Chemin de Fer Touristique du Bréda).

Pontcharra au tout début du XXe siècle
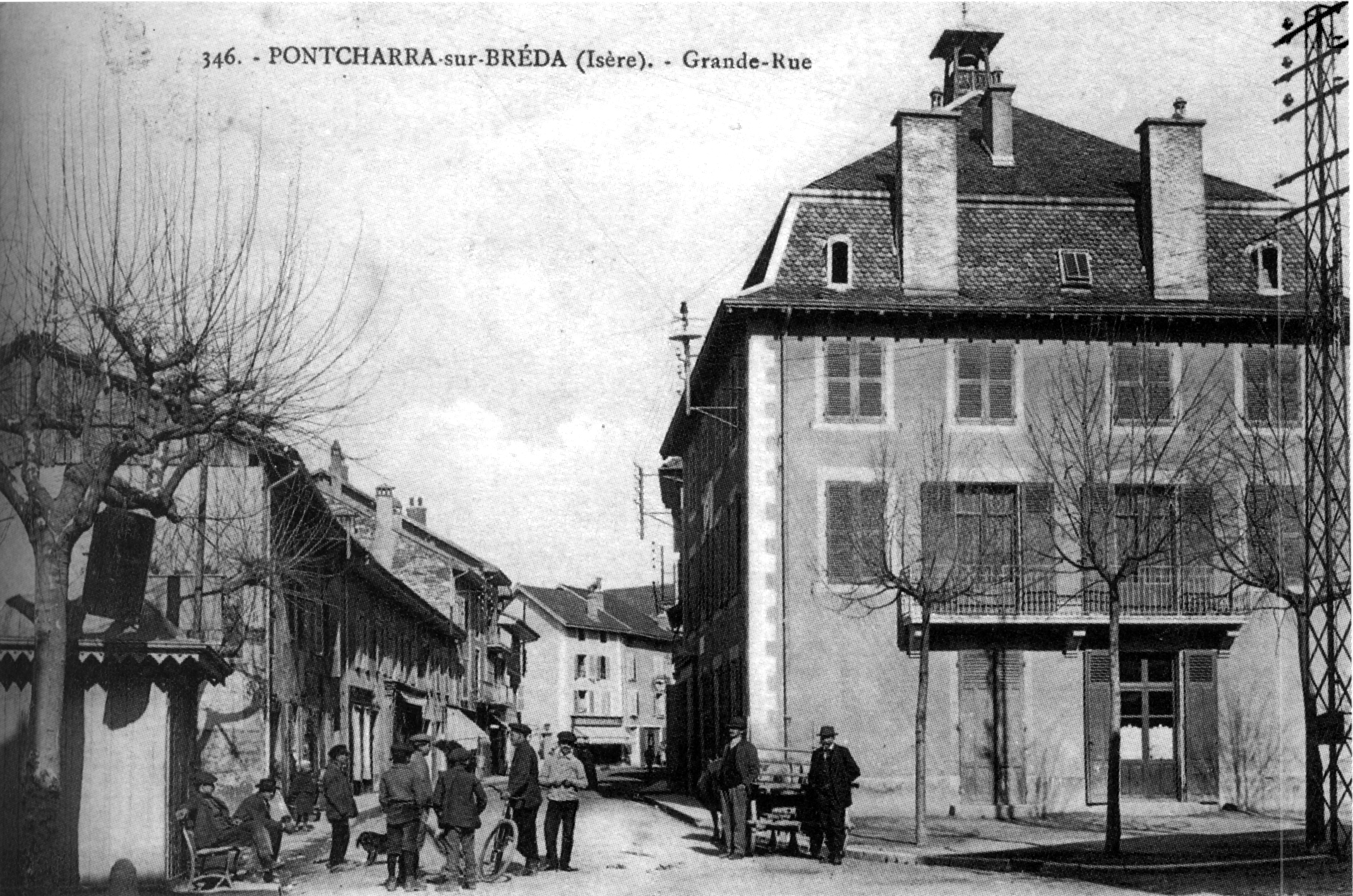
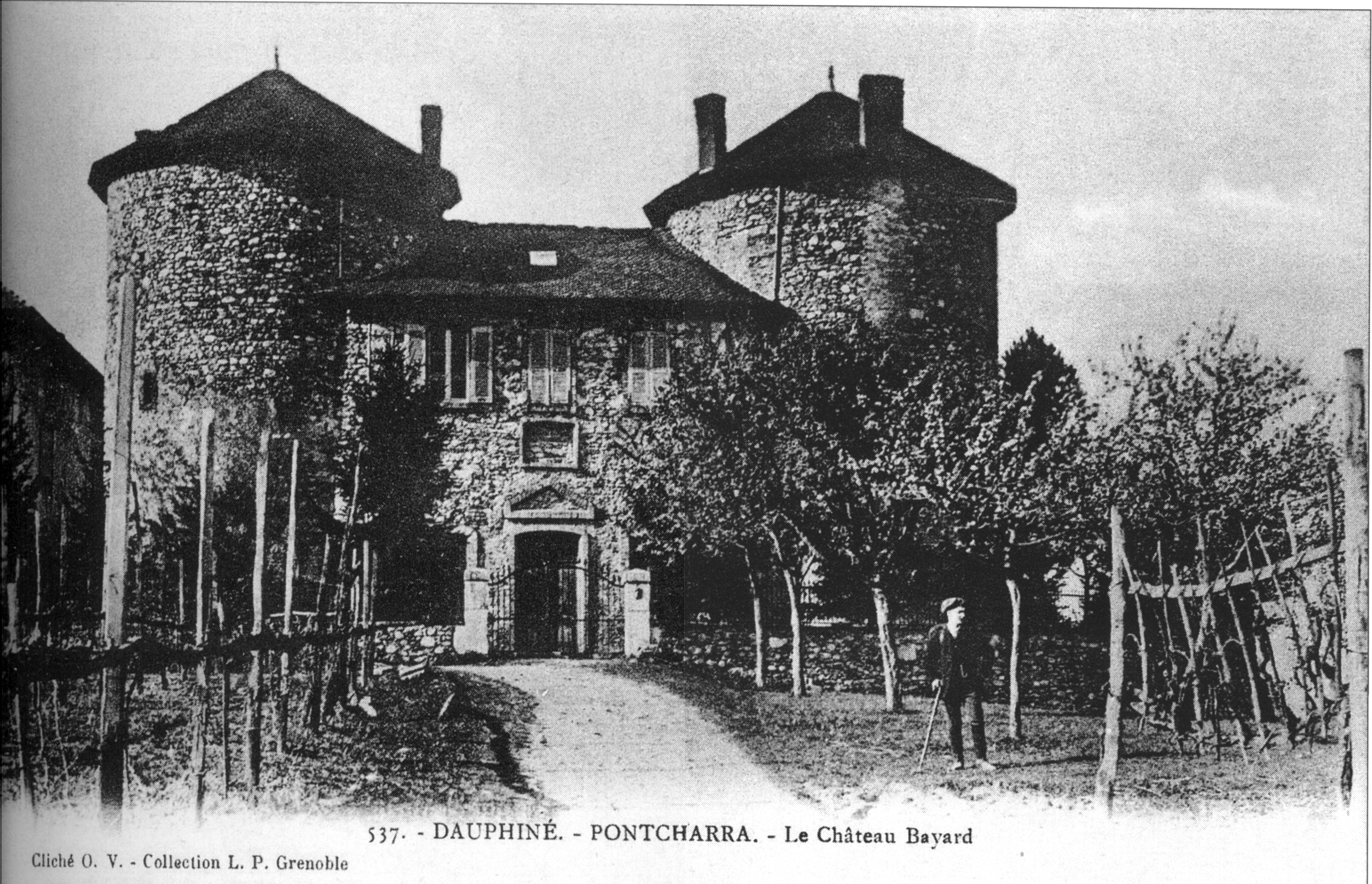
Le château Bayard.
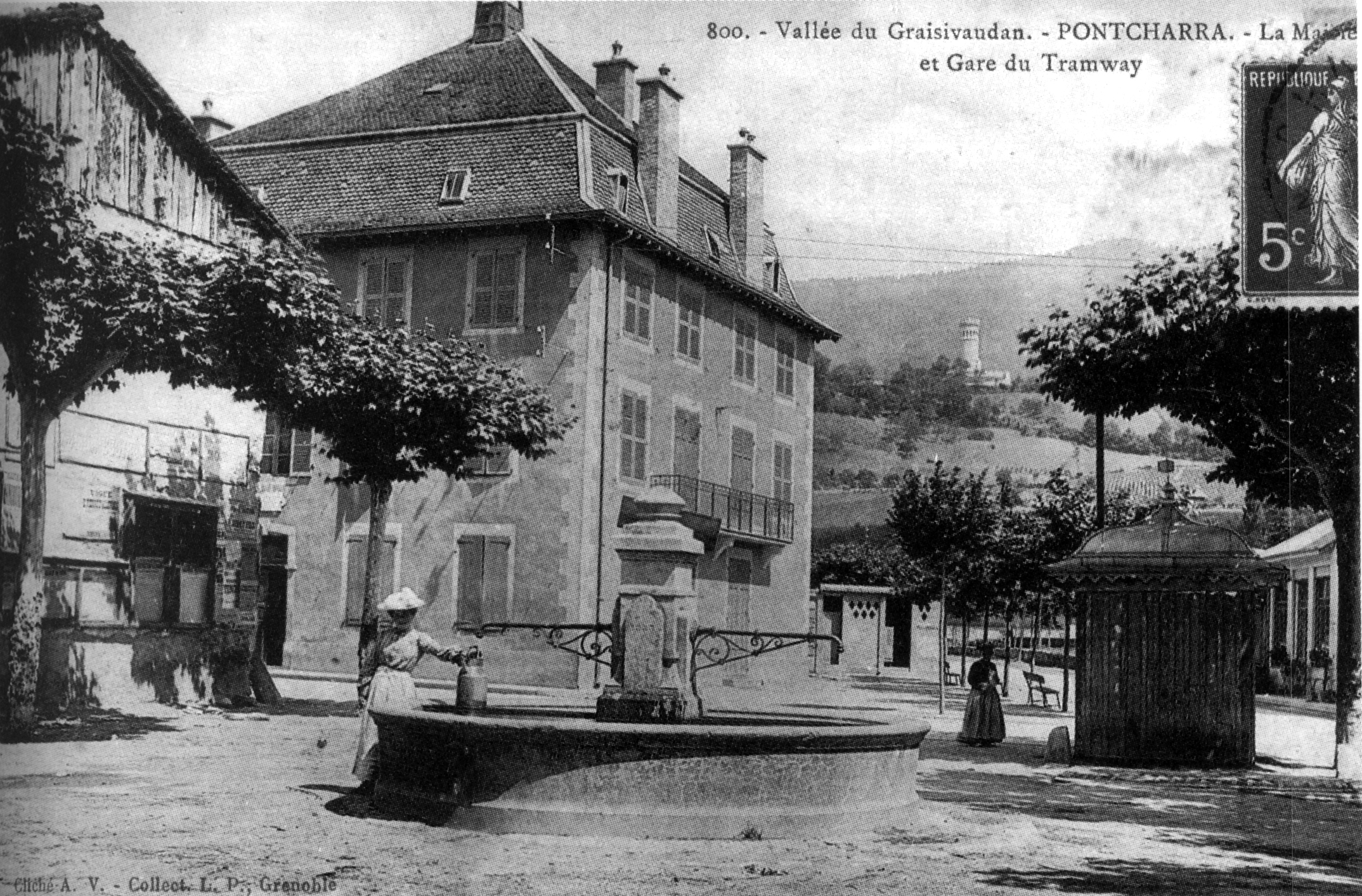
La mairie et la gare du tramway en 1908.
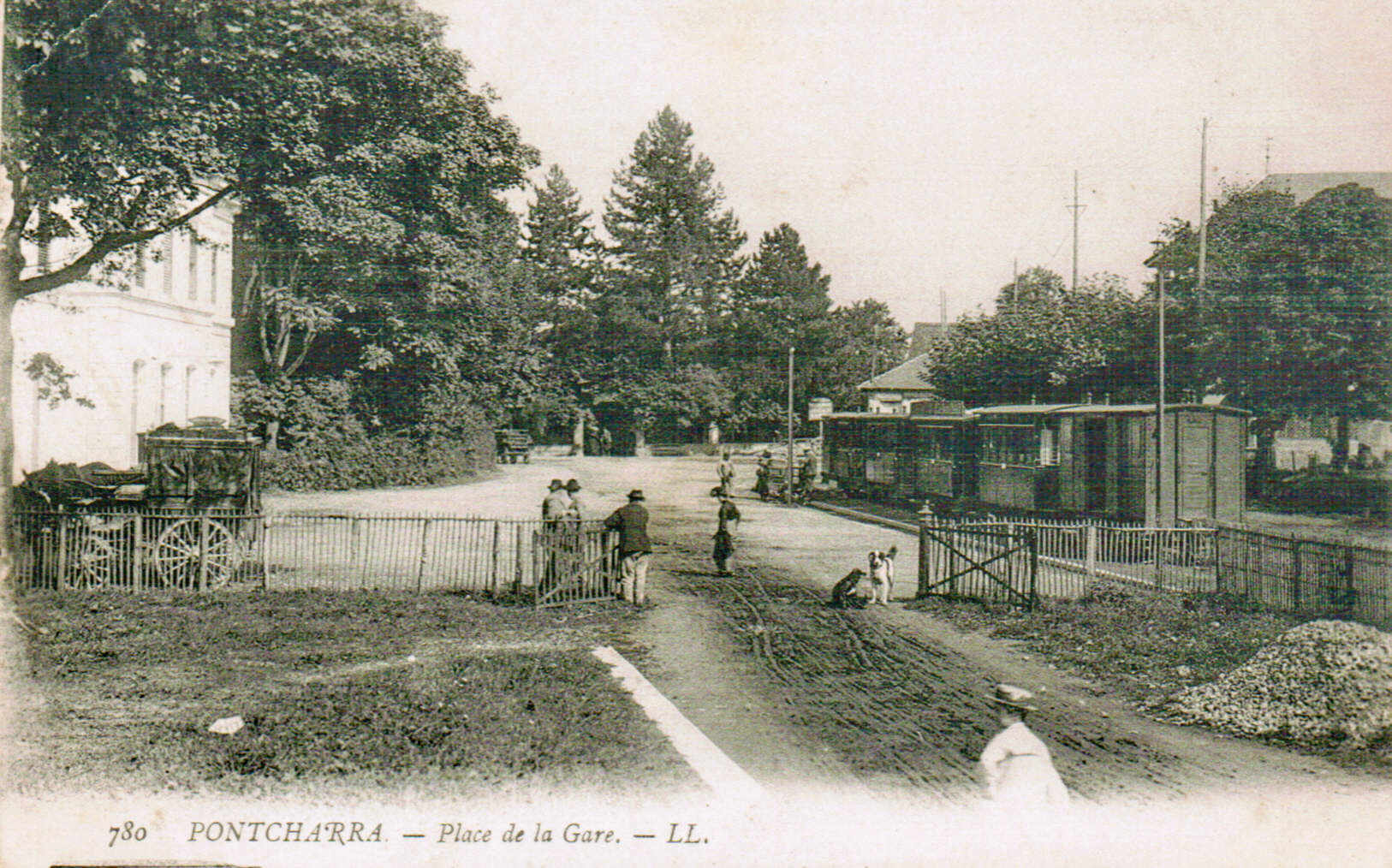
La place de la Gare.

## Politique et administration

### Rattachements administratifs et électoraux
Rattachements administratifs
La commune se trouve  dans l'arrondissement de Grenoble du département de l'Isère.
Elle faisait partie depuis 1801 du canton de Goncelin. Dans le cadre du redécoupage cantonal de 2014 en France, cette circonscription administrative territoriale a disparu, et le canton n'est plus qu'une circonscription électorale.
Rattachements électoraux
Pour les élections départementales, la commune est  depuis 2014 le bureau centralisateur du canton du Haut-Grésivaudan
Pour l'élection des députés, elle fait partie de la cinquième circonscription de l'Isère.

### Intercommunalité
Pontcharra était membre de la communauté de communes du Haut Grésivaudan, un établissement public de coopération intercommunale (EPCI) à fiscalité propre créé en 2001 et auquel la commune avait transféré un certain nombre de ses compétences, dans les conditions déterminées par le code général des collectivités territoriales.
Cette intercommunalité a fusionné avec ses voisines pour former, le 1er janvier 2009 la communauté de communes Le Grésivaudan dont est désormais membre la commune.

### Tendances politiques et résultats
Lors du premier tour des élections municipales de 2014 dans l'Isère, la liste DVD menée par Christophe Borg  obtient la majorité absolue des suffrages exprimés, avec 1 644 voix (55,65 %, 23 conseillers municipaux élus dont 4 communautaires), devançant largement celle PS du maire sortant  Charles Bich (1 310 voix, 44,34 %, 6 conseillers municipaux élus dont 1 communautaire).
Lors de ce scrutin, 37,09 % des électeurs se sont abstenus.
Lors du premier tour des élections municipales de 2020 dans l'Isère, la liste DVD menée par le maire sortant Christophe Borg obtient la majorité absolue des suffrages exprimés, avec suffrages exprimés, avec 1 332 voix (60,02 %, 24 conseillers municipaux élus dont 5 communautaires), devançant largement les listes menées respectivement par : 

- Joseph Mas  (DVG, 453 voix, 22,82 %, 3 conseillers municipaux élus) ;

- Franck Bernabeu (DVG, 435 voix, 19,60 %, 2 conseillers municipaux élus) ;

L'abstention s'est élevée à 55,63 % lors d'un scrutin marqué par la Pandémie de Covid-19 en France.
|                                   | 1er score | 1er score                                           | 2e score | 2e score                                                    | Participation |
| Élections municipales de 2020     |           | 60,02 % pour Christophe Borg (DVD)                  |          | 20,36 % pour Joseph Mas (DVG)                               | 44,37 %       |
| Élections départementales de 2021 |           | 52,96 % pour Christophe Borg et Martine Kohly (UCD) |          | 33,99 % pour Florence Guesdon et Franck Pourchon (UG / ECO) | 30,59 %       |
| Élections régionales de 2021      |           | 45,64 % pour Laurent Wauquiez (UD)                  |          | 42.15 % pour Fabienne Grebert (UG)                          | 30,00 %       |
| Élections européennes de 2019     |           | 23,15 % pour Jordan Bardella (RN)                   |          | 19,35 % pour Nathalie Loiseau (LREM)                        | 49,77 %       |
| Élections législatives de 2022    |           | 52,37 % pour Jérémie Iordanoff (NUP)                |          | 47,63 % pour Florence Jay (ENS)                             | 44,21 %       |
| Élection présidentielle de 2022   |           | 56,99 % pour Emmanuel Macron (LREM)                 |          | 43,01 % pour Marine Le Pen (RN)                             | 73,22 %       |

### Liste des maires
| Période                                  | Période                      | Identité                | Étiquette | Qualité |
| ---------------------------------------- | ---------------------------- | ----------------------- | --------- | --- |
| Les données manquantes sont à compléter. |                              |                         |           | |
| 30 décembre 1831                         | décembre 1834                | Louis Froment           |           | colonel en retraite |
| 11 décembre 1834                         | septembre 1840               | Gaspard Giraud          |           | ancien Notaire |
| 10 septembre 1840                        | 21 septembre 1842            | François Gayet          |           | |
| 21 septembre 1842                        | août 1843                    | Jean-Baptiste Léothaud  |           | intérim suite au décès de François Gayet décédé le 21 septembre 1842 |
| août 1843                                | septembre 1845               | Jean-Baptiste Léothaud  |           | |
| 22 septembre 1845                        | mars 1848                    | André Laurens           |           | |
| 4 mars 1848                              | février 1852                 | Auguste Raffin          |           | |
| 16 février 1852                          | juillet 1865                 | Gaspard Giraud          |           | Notaire |
| 24 juillet 1865                          | février 1874                 | Albin Giraud            |           | Notaire |
| 23 février 1874                          | décembre 1874                | Félix Crozet            |           | |
| 11 décembre 1874                         | octobre 1876                 | Pierre Charles Piaget   |           | |
| 22 octobre 1876                          | mai 1884                     | Albin Giraud            |           | Ancien notaire |
| 25 mai 1884                              | mai 1896                     | Alexandre Royer-Deloche |           | |
| 17 mai 1896                              | mai 1900                     | César Barthelon         |           | |
| 20 mai 1900                              | mai 1904                     | Eugène Gayet            |           | |
| 15 mai 1904                              | mars 1913                    | Laurent Gayet           |           | Géomètre en retraite |
| 2 mars 1913                              | décembre 1919                | Jules Gayet             |           | |
| 10 décembre 1919                         | 17 mai 1925                  | Honoré Huguenot         |           | |
| 17 mai 1925                              | 17 mai 1925                  | Charles Baron           |           | Député des Basses-Alpes |
| 17 mai 1925                              | mars 1934                    | Jules Roux              |           | |
| 22 mars 1934                             | janvier 1938                 | Aimé Audan              | SFIO      | |
| 28 janvier 1938                          | avril 1941                   | Marcel Giraud           |           | Limonadier puis peintre et céramiste |
| 7 avril 1941                             | décembre 1943                | Auguste Abel            |           | |
| 23 décembre 1943                         | octobre 1944                 | Joseph Folliet          |           | |
| 14 octobre 1944                          | mars 1959                    | César Terrier           |           | |
| 18 mars 1959                             | mars 1971                    | Louis Derrion           |           | |
| 21 mars 1971                             | mars 1983                    | Jean Ménétrey           |           | |
| 14 mars 1983                             | mars 2014                    | Charles Bich            | PS        | Professeur de lycée retraité Conseiller général de Goncelin (1989 → 2015) Vice-président du conseil général de l'Isère (2008 → 2015)                                        |
| mars 2014                                | 17 septembre 2024            | Christophe Borg         | DVD-LR    | Policier Vice-président de la CC Le Grésivaudan (2020 → 2024) Conseiller départemental du Haut-Grésivaudan (2021 → 2024) Réélu pour le mandat 2020-2026, Décédé en fonction |
| 3 octobre 2024                           | En cours (au 8 octobre 2024) | Cécile Robin            |           | Enseignante Première adjointe au maire (2020 → 2024) |

### Jumelages
La ville de Pontcharra est jumelée avec :
- Rovasenda (Italie) depuis 1973[31], ville où est supposé être mort le chevalier Bayard, figure emblématique de Pontcharra.

De 1995 jusqu'en 2022, la ville a développé une coopération décentralisée avec les communes maliennes de Dembella, Tella, Benkadi et Blendio,.
Depuis 2024, la ville est engagée avec l'Organisation Non Gouvernementale Tetraktys dans une nouvelle coopération avec la Colombie.

## Équipements et services publics

### Enseignement

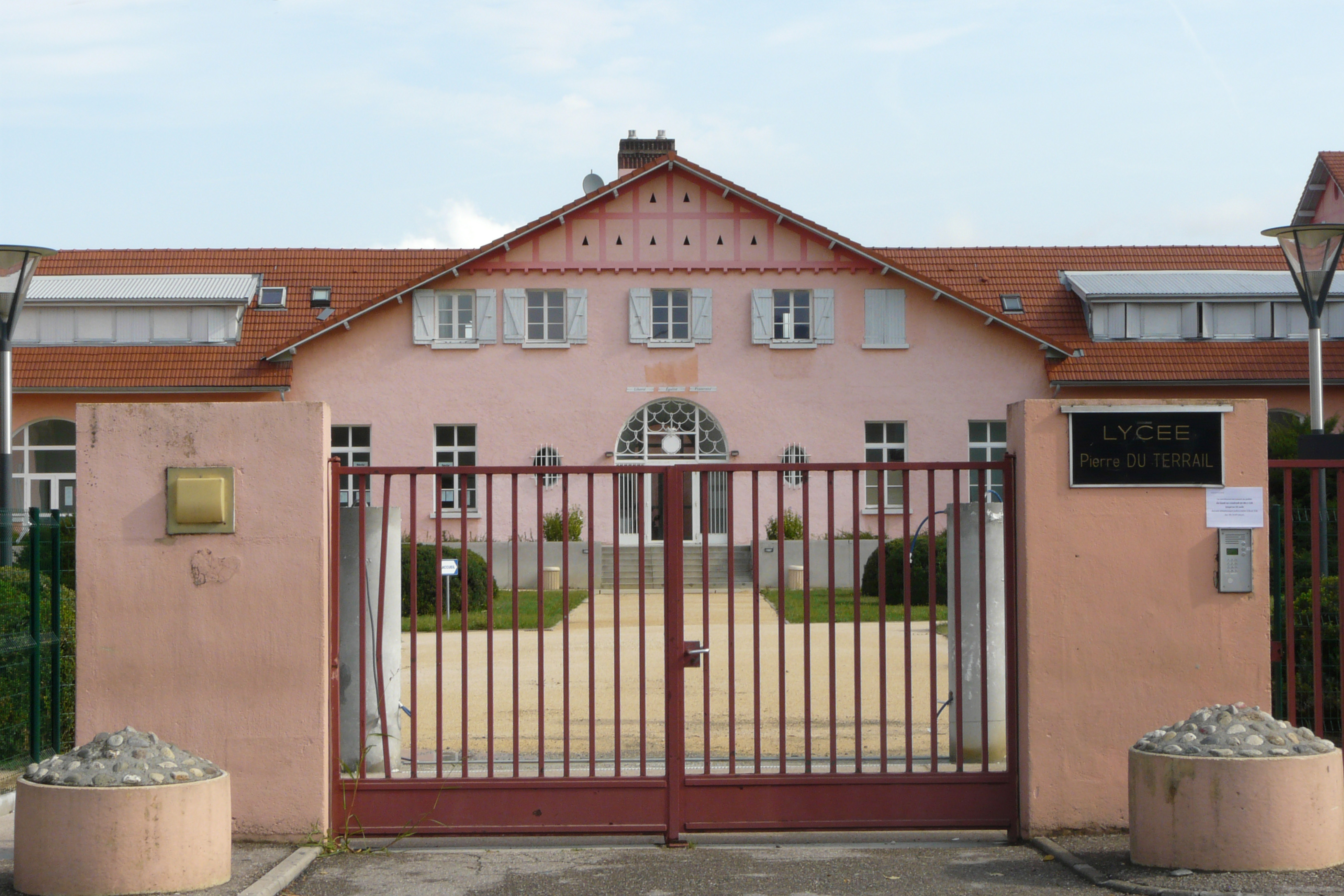
Entrée du lycée Pierre-du-Terrail.

Rattachée à l'académie de Grenoble, la commune de Pontcharra héberge cinq établissements scolaires sur son territoire :
- le groupe scolaire César-Terrier (maternelle et élémentaire).
- le groupe scolaire Villard-Benoit (maternelle et élémentaire).
- l'école primaire de Villard-Noir.
- le collège Marcel-Chêne.
- le lycée Pierre du Terrail, enseignement général et technique.

### Équipements sportifs
- Ensemble sportif Maurice-Cucot : terrain extérieur, gymnase et salles dédiées à de multiples activités (boxe, musculation), piscine d'été.
- Ensemble sportif de l'île Fribaud : terrains de football, de rugby, de tennis et d'athlétisme.
- Gymnase César-Terrier.
- Centre Nautique Intercommunal.

### Équipements culturels
- le Coléo (diminutif de coléoptère pour sa forme évoquant de façon stylisée celle de l'insecte) est un espace culturel est une salle de spectacle pouvant accueillir 468 places assises et 1000 places debout. Depuis sa construction en 2000, la salle a été fréquentée par de nombreuses célébrités dont Chevallier et Laspalès, Enzo Enzo et Serge Papagalli. Il a été bâti en remplacement de l'ancienne salle Valloire, alors située derrière la mairie, et devenue vétuste.
- le cinéma Jean-Renoir, situé avenue de la Gare
- la médiathèque Jean Pellerin

## Population et société

### Démographie
L'évolution du nombre d'habitants est connue à travers les recensements de la population effectués dans la commune depuis 1793. Pour les communes de moins de 10 000 habitants, une enquête de recensement portant sur toute la population est réalisée tous les cinq ans, les populations de référence des années intermédiaires étant quant à elles estimées par interpolation ou extrapolation. Pour la commune, le premier recensement exhaustif entrant dans le cadre du nouveau dispositif a été réalisé en 2006.

En 2022, la commune comptait 7 373 habitants, en évolution de +2,01 % par rapport à 2016 (Isère : +3,07 %, France hors Mayotte : +2,11 %).
| 1793  | 1800 | 1806 | 1821  | 1831  | 1836  | 1841  | 1846  | 1851  |
| ----- | ---- | ---- | ----- | ----- | ----- | ----- | ----- | ----- |
| 2 763 | 841  | 825  | 1 019 | 1 023 | 2 613 | 2 707 | 2 692 | 2 562 |

| 1856  | 1861  | 1866  | 1872  | 1876  | 1881  | 1886  | 1891  | 1896  |
| ----- | ----- | ----- | ----- | ----- | ----- | ----- | ----- | ----- |
| 2 358 | 2 322 | 2 636 | 2 703 | 2 760 | 2 575 | 2 416 | 2 265 | 2 352 |

| 1901  | 1906  | 1911  | 1921  | 1926  | 1931  | 1936  | 1946  | 1954  |
| ----- | ----- | ----- | ----- | ----- | ----- | ----- | ----- | ----- |
| 2 307 | 2 404 | 2 470 | 2 386 | 2 564 | 3 361 | 2 774 | 2 849 | 3 334 |

| 1962  | 1968  | 1975  | 1982  | 1990  | 1999  | 2006  | 2011  | 2016  |
| ----- | ----- | ----- | ----- | ----- | ----- | ----- | ----- | ----- |
| 3 582 | 3 929 | 4 613 | 5 473 | 5 824 | 6 435 | 7 027 | 7 104 | 7 228 |

| 2021  | 2022  | - | - | - | - | - | - | - |
| ----- | ----- | - | - | - | - | - | - | - |
| 7 361 | 7 373 | - | - | - | - | - | - | - |

Avant 1832, le territoire de l'actuelle commune est occupé par deux bourgs sans réelle importance (Grignon et Villard-Benoit). C'est seulement à partir du XIXe siècle, grâce à l'essor industriel de la rive gauche de la vallée (papeterie, Viscamine, etc.) que Pontcharra devient une ville. Le centre-ville actuel, la cité Bergès et la cité Olivetti témoignent de cette époque. L'arrivée de familles issues de l'immigration espagnole et italienne contribue grandement à la croissance démographique de Pontcharra.
L'essor se poursuit au XXe siècle avec l'arrivée de nouvelles industries sur le territoire de la commune (métallurgie, etc.). Les immeubles (tours Bayard, le Plan, le Coisetan) et les lotissements de la rive nord du Bréda sont en effet construits au cours des années 1950 à 1970. Une nouvelle fois, la commune doit une partie de son essor démographique à l'immigration (essentiellement portugaise et maghrébine).
L'histoire de la ville est donc principalement liée à son passé industriel. Aujourd'hui, beaucoup de ces entreprises ont fermé, mais la ville continue à gagner des habitants grâce au dynamisme économique de la vallée (ZI de Crolles-Bernin, l'Inovallée de Meylan). La population de Pontcharra qui était très majoritairement ouvrière il y a encore une dizaine d'années est ainsi en train de se diversifier avec l'arrivée de couples de jeunes cadres sur la commune.

### Enseignement
La commune est rattachée à l'académie de Grenoble.

### Médias
Historiquement, le quotidien à grand tirage Le Dauphiné libéré consacre, chaque jour, y compris le dimanche, dans son édition du Grésivaudan, un ou plusieurs articles à l'actualité de la commune ou de la communauté de communes, ainsi que des informations sur les éventuelles manifestations locales et régionales, les travaux routiers, et autres événements divers à caractère local ou régional.

### Manifestations culturelles et festivités
La fête de la Rosière a été créée en 1906 à l'initiative d'Alexis Paradis pour récompenser chaque année « la fille la plus méritante » de la commune. Ce dernier promet en effet, dans son testament daté du 17 octobre 1889, une donation au bureau de bienfaisance de Pontcharra. Ces donations (1 000 F/an) devaient servir de dot pour le mariage de la rosière. Cette fête a toujours lieu actuellement.
Le festival de danse hip-hop Who Got the flower ?!, organisé depuis 2014 par l’association Nextape avec l’aide de la ville de Pontcharra, se déroule chaque année à la période de fin avril. Le festival prend de l’ampleur et regroupe près de 8000 visiteurs lors des dernières éditions. L’un des objectifs de cet événement est de mettre en valeur et faire découvrir la culture hip-hop du monde entier au travers de nombreuses activités.
Quatre étapes principales composent le festival Who Got the Flower, dont deux se déroulent plus tôt dans l’année, dans un “pré-festival”. La première étape est le Breaking Camp, un stage tenant lieu en février et permettant à des jeunes de découvrir et pratiquer la culture hip-hop à travers les différentes activités qui la caractérisent. On retrouve parmi elles le graph’, l’écriture de rap, différentes danses et styles qui découlent du hip-hop, le parkour,... Se déroulant au gymnase Maurice Cucot, près d’une centaine de jeunes adolescents sont attendus chaque année pendant quelques jours et encadrés par les membres de l’association Nextape. Vient ensuite le Flower’s Tour, une tournée d’ateliers de danse et de graffitis ainsi que des spectacles gratuits dans un certain nombre de villages de la vallée du Grésivaudan.
Le festival en lui-même contient deux moments clé : The Colab et le battle international. Le principe de The Colab est de tirer au sort un danseur et un musicien qui improvisent conjointement pendant un certain temps et se mesurent aux autres binômes. Le battle international oppose, lui, des équipes de hip-hop et breakdance du monde entier qui s’affrontent et sont jugés par des jurés, eux aussi internationaux.

### Sports et loisirs
- L'ASP (Association Sportive de Pontcharra) est un club de football créé en 2015 [42]
- Le RCTPG (Rugby Club Touvet Pontcharra) [43]
- L'ACP (Athlétique Club de Pontcharra) [réf. nécessaire]
- Fraternelle boules : Club local de pétanque [réf. nécessaire]
- Le CAPR (Club d'Athlétisme Pontcharra la Rochette) [44]
- Le CTM (Club Touristique Montagnard), le club de ski et snowboard de Pontcharra [45]
- Gymnastique Volontaire de Pontcharra - renforcement musculaire, stretching, fitness, zumba, activité extérieure activ'marche [46]

## Économie
La papeterie du Moulin-Vieux a été fondée par la famille Escarfail en 1869. La dépose du bilan a eu lieu au début des années 2000. La communauté de communes "Le Grésivaudan" est devenue propriétaire des bâtiments qui sont en phase de démolition.
Pontcharra a aussi vécu de la sériciculture jusque dans les années 1930. Les élevages de vers à soie se répartissaient sur l'ensemble de la commune. La culture du tabac est venue remplacer la magnanerie, devenue peu rentable.
La commune fait partiellement partie de l'aire géographique de production et transformation du « Bois de Chartreuse », la première AOC de la filière Bois en France.

## Culture locale et patrimoine

### Lieux et monuments

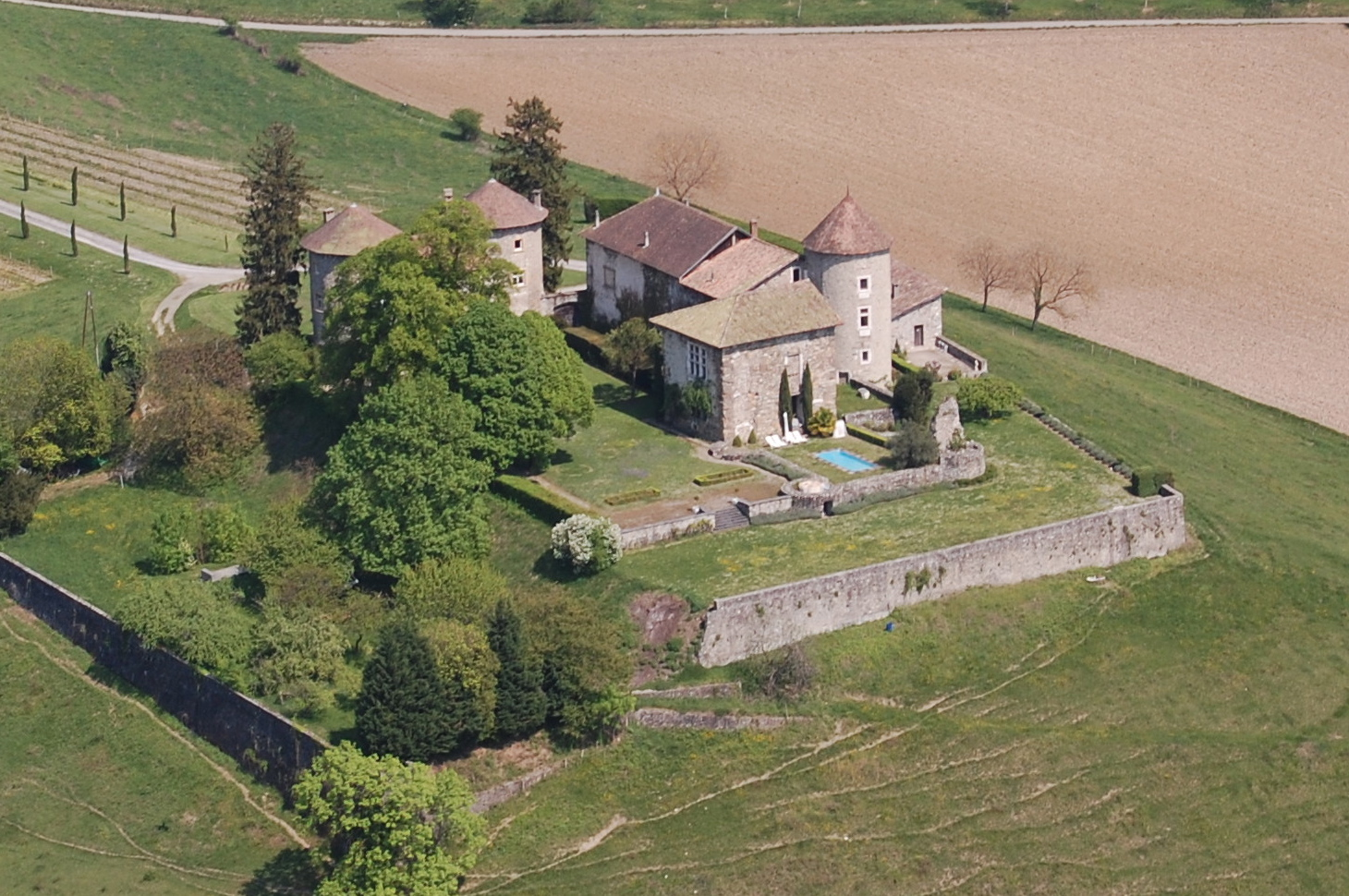
Château Bayard

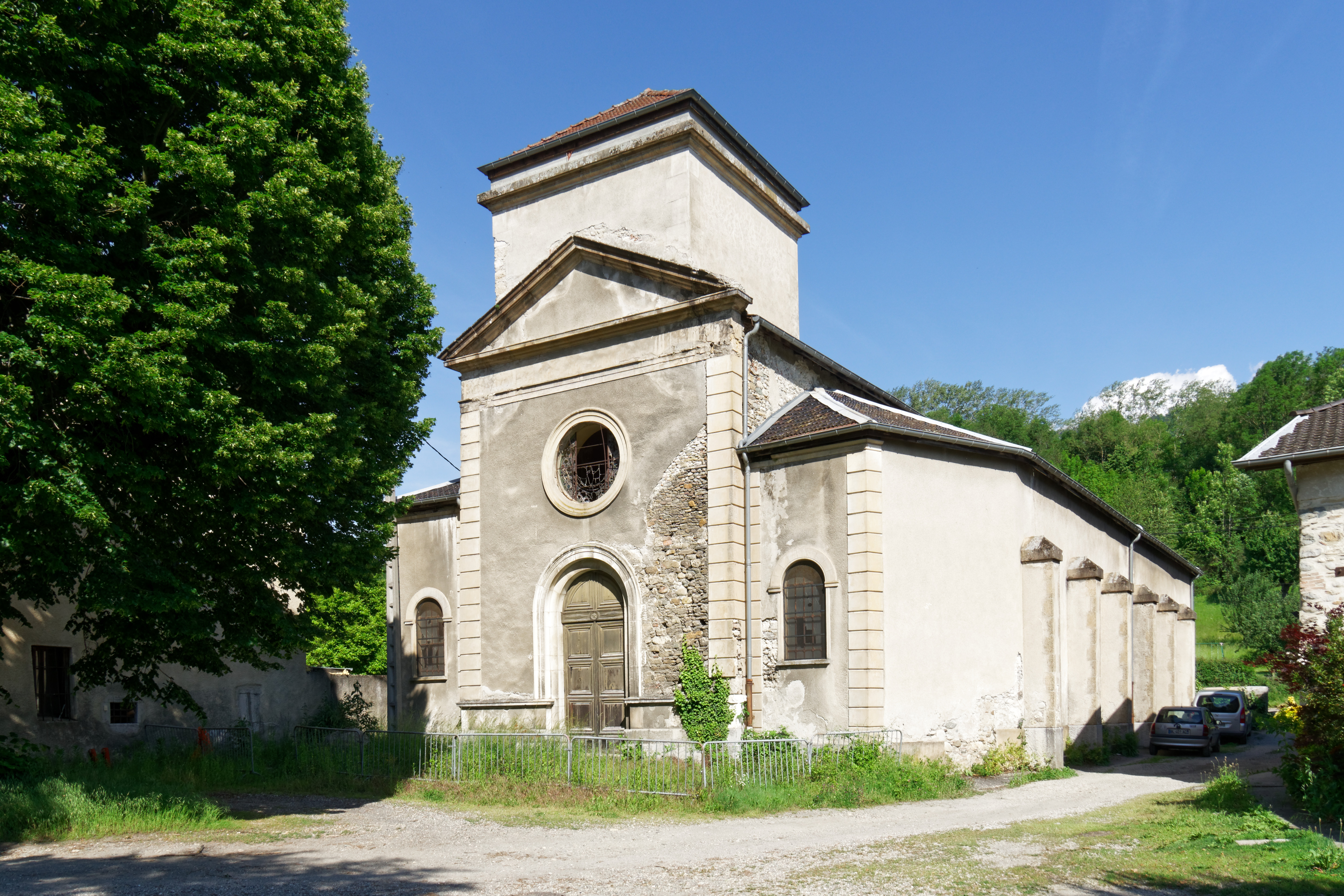
L'église de la Sainte-Vierge

- Le château Bayard, des XVe et XVIIIe siècles[49], maison natale du Chevalier Pierre Terrail de Bayard, est classé au titre des monuments historiques en 1915[50]. Le musée est fermé au public, le château est devenue propriété privée et domaine viticole.
- Église de Villard-Benoît. Construite au début du XVIIe siècle, placée sous le vocable de Saint-Blaise[Lequel ?], elle est désaffectée en 1972 en raison de sa vétusté. L'église est démolie, le cimetière l'entourant est transféré sur l'emplacement actuel du cimetière dit de Villard-Benoît, seul le clocher est conservé.
- Église de la Sainte-Vierge de Grignon. Elle a perdu son statut d'église en 2008 (l'estrade en bois sculpté a été offerte à la commune de Rovasenda et une Vierge à l'Enfant transférée à l'église Saint-Hugues). Les messes sont désormais célébrées en l'église Saint-Hugues, aux abords de la place Bayard.
- Couvent des Augustins à Villard-Benoît. Ce prieuré, jadis très prospère, fondé par Guillaume d'Avançon à son retour de Rome, sera le premier monastère de l'ordre des Augustins réformés en France. Il est appelé aussi prieuré et château des Augustins[49].
- Église Saint-Hugues. Construite en 1974, œuvre de l'architecte Pierre Pinsard, elle est labellisée « Patrimoine du XXe siècle » de l'Isère depuis 2003[51].
- Statue équestre de Bayard : 
Le 24 septembre 1911, une statue équestre en bronze[52] du chevalier, oeuvre du sculpteur allevardin Pierre Rambaud et d'Auguste Davin, est inaugurée sur le pont du Bréda, en présence de Laurent Gayet, maire de Pontcharra, du sénateur Gustave Rivet et du comte de Monteynard. En 1990, la statue est volée pendant la nuit [53]. Elle sera remplacée en 1993 par la statue actuelle[54] .
- Le phalanstère : 
Cet ensemble a été construit en 1928 par Joseph Carre, industriel et papetier  isérois, pour loger les ouvriers célibataires des usines de la Viscamine (actuel village d'entreprises du Bréda). Le phalanstère est construit au milieu de la cité ouvrière (« la cité Olivetti ») où étaient logés les ouvriers et leur famille. Aujourd'hui, les bâtiments abritent le lycée Pierre du Terrail[55], accueillant les élèves venus des collèges de Pontcharra, Allevard, Le Touvet, Goncelin et La Rochette.
- les ruines de la Bâtie de Mont-Briton (dit Mollard de la Perrière), du XIVe siècle[49].

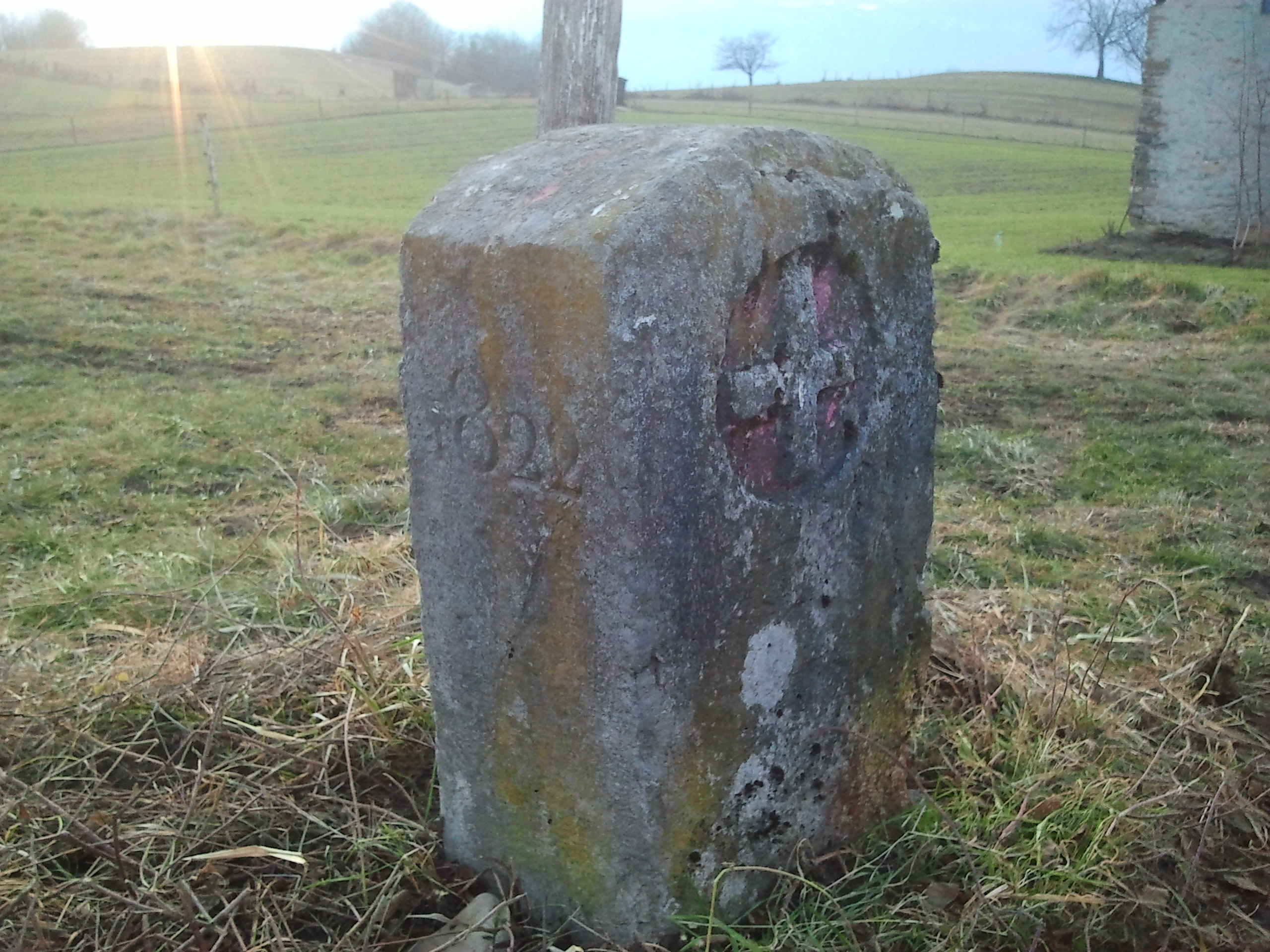
Borne frontière n°57 (1822)

- Borne frontière n°57 (1822)la maison ancienne avec tourelle et porte en style Renaissance, au croisement des rues des Alpes et des Écoles[49]
- à Grignon, le manoir ou maison forte des Terrail de Bernin[49].
- le manoir de la Chaffardière[49].
- le château de la Courrerie, cité sur la carte de Cassini du XVIII[49].
- le manoir des Bouguettes[49]
- les anciennes bornes frontières (51 à 60) datant de 1822 pour la plupart, séparant l'ancien Duché de Savoie et l'ancien Royaume de France, entre la commune de Laissaud et la commune de Pontcharra, aujourd'hui séparant le département de la Savoie à celui de l'Isère[56]

### Patrimoine naturel

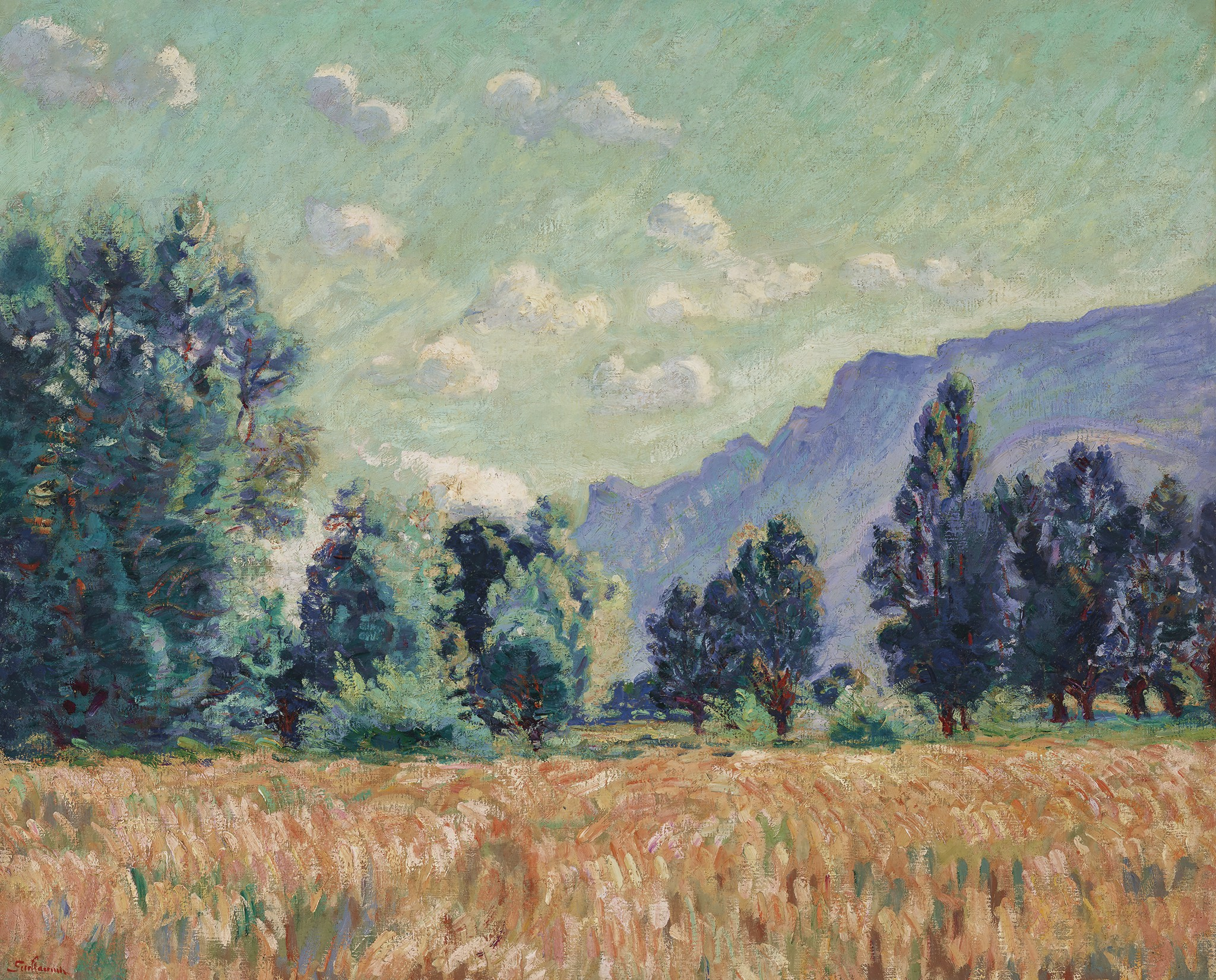
Pontcharra, Vallée de l’Isère, le Mont Granier dans le fond
Armand Guillaumin, juillet 1901
Collection privée, Vente 2021

- Le plan d'eau des Lônes de Pontcharra, lacs artificiels créés à l'occasion de la construction de l'autoroute A41 s'étendant sur 13 hectares. Il s'agit de deux plans d'eau[57], le plus grand (Grand Lône), d'environ 10m de profondeur est destiné à la baignade, le plus petit à la pêche (Petit Lône).
- Le Bréda, un torrent de montagne qui traverse la commune pour se jeter dans l'Isère.
- Le ruisseau du Coisetan, prenant sa source au lac de Sainte Hélène du Lac, traverse la plaine de Laissaud, en Savoie, et se jette dans le bréda, juste avant sa confluence avec l'Isère.
- Le mont Granier, qui fait partie du parc naturel régional de la Chartreuse, surplombe Pontcharra. Cette montagne est connue pour être l'une des falaises les plus hautes de France (900 m de haut) et pour le tragique évènement de la nuit du 24 au 25 novembre 1248 : une partie de la montagne s'était effondrée sur les villages situés en aval, provoquant la mort d'environ 5 000 personnes selon les sources de l'époque (ce chiffre étant régulièrement révisé à la baisse par les historiens).

‌

### Personnalités liées à la commune
- Nombreuses sont les traces du chevalier Pierre Terrail (1476-1524), seigneur de Bayard à Pontcharra, à partir du château Bayard, où il est né en 1476.
On retrouve son effigie sur le logo actuel de la ville, et une statue équestre du chevalier « sans peur et sans reproche » trône depuis 2005 sur la principale place de la commune.
- Louis-Joseph Léothaud (1832-1889), capitaine, chevalier de la Légion d'honneur en 1876 (dossier aux Archives nationales Paris), est né dans cette commune et décédé à Lyon (6e).
- Alphonse Daudet (1840-1897), écrivain, visite le château Bayard en 1880, lors de son séjour à Allevard ("Numa Roumestan, mœurs parisiennes")[58]
- Marie Laforge (1865-1920), artiste peintre miniaturiste, née dans la commune.
- Armand Guillaumin (1841-1927), peintre du groupe des impressionnistes, a peint une série de tableaux sur la commune.
- Jean Pellerin (1885-1921), poète, romancier et journaliste, a vécu ses 25 premières années à Pontcharra[59].
- Marcel Giraud (1897-1985), limonadier, peintre, céramiste, maire de Pontcharra de 1938 à 1941[60].
- René Arnoux (1948), pilote de Formule 1 et  2, pilote français au meilleur palmarès en F1, après Alain Prost, y est né.
- Marion Borras (1997), coureuse cycliste, y est née.

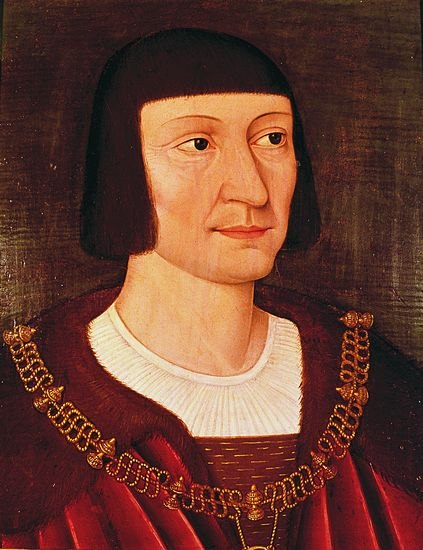
Chevalier Bayard
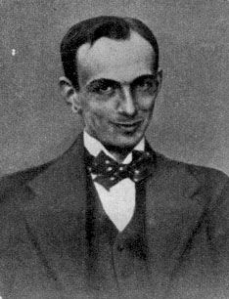
Jean Pellerin
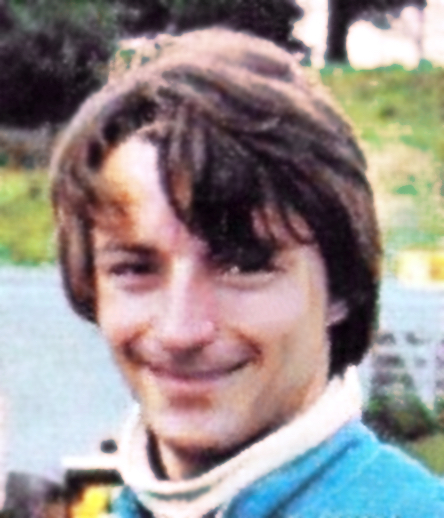
René Arnoux
Marion Borras

### Héraldique
| Blason de Pontcharra | Blason  | D'azur au chef d'argent chargé d'un lion issant de gueules ; à la cotice d'or brochant sur le tout. |
| Blason de Pontcharra | Détails | Le statut officiel du blason reste à déterminer.                                                    |